# Chorisiva nevadensis
Chorisiva nevadensis là một loài thực vật có hoa trong họ Cúc. Loài này được (M.E.Jones) Rydb. mô tả khoa học đầu tiên năm 1922.